# Ignatz Lichtenstein
Ignatz Lichtenstein, también llamado Isaac Lichtenstein (Szenice, 9 de abril de 1825-Budapest, 16 de octubre de 1908), fue un rabino ortodoxo húngaro que escribió «folletos que abogan por la mesianidad de Jesús [yeshua] de Nazaret todavía ejerciendo como un rabino».
Aunque durante toda su vida rechazó ser bautizado en la fe cristiana, dimitió a su oficio de rabino en 1892. En 1888 lo visitó el ministro y evangelista escocés Alexander Neil Somerville. Una biografía suya apareció en la revista metodista de misionero episcopal El evangelio en todas las tierras en 1894. El historiador judío Gotthard Deutsch, un redactor de la Enciclopedia Judía, en un ensayo publicado el 3 de febrero de 1916, lo menciona al refutar una reclamación por el gran rabino de Londres que ningún rabino que haya existido se ha hecho convertir al cristianismo.
En la actualidad los judíos mesiánicos lo mencionan como un ejemplo del siglo XIX de «el creyente judío en Yeshua». Hablando de su primer contacto con el evangelio, Lichtenstein dijo: «Busqué espinas y recogí rosas».